# Ksamil
Ksamil falu Albánia déli részén, a Jón-tenger partján. A 21. század elején népszerű üdülővé nőtte ki magát.

## Fekvése
A Jón-tenger és a Butrinti-tó által határolt, keskeny félszigeten helyezkedik el, Saranda városától 10, Buthróton romjaitól 4 kilométerre. Átellenben van a görög Korfu szigete (légvonalban 4 kilométer), melytől a Korfui-szoros választja el. A nyugati öbölben vannak a Ksamili-szigetek, a parttól néhány száz méterre.

## Története
Ksamilt 1966 novemberében alapították, mint a helyi állami citrus- és olajbogyó-ültetvények munkásainak lakhelyét. Ekkor néhány blokkházból állt, melyeket a SH81 Saranda – Buthróton országút mellett emeltek. Az említett országutat 1959-ben építették, Nyikita Hruscsov látogatásának alkalmából.
A 21. század elején Ksamil népszerű üdülővé nőtte ki magát; számos szálloda és panzió épült. 2013-ban a The Guardian a húsz legjobb olcsó tengerparti úticél között listázta. 2016-ban az egyik legnépszerűbb célpont volt az olasz vakációzók számára. 2017-től kezdődően egyre népszerűbb a kelet-európai nyaralók körében is.

## Leírása
Az ugrásszerű fejlődés és szabályozatlan építkezés disztópikus külsőt kölcsönöz a településnek: egymás hegyén-hátán vannak a korszerű szállodák, lepusztult blokkházak, előkelő villák, nyomorúságos viskók, befejezetlen és összedőlt épületek. Sok utca nincs aszfaltozva, a közvilágítás részleges. A szemétszállítás nem teljes körű, ezen infrastrukturális elem fejlesztésre szorul. Sok nemzetközi szemmel is igényes étterem jelent meg, így a falu a helyi / tengeri konyha mellett több európai konyha gyűjtőhelye is.
Ksamilnak van saját iskolája, rendőrőrse, gyógyszertára, keresztény és muzulmán imaháza. Saranda városával a központból induló autóbuszjáratok kötik össze.

### Képek

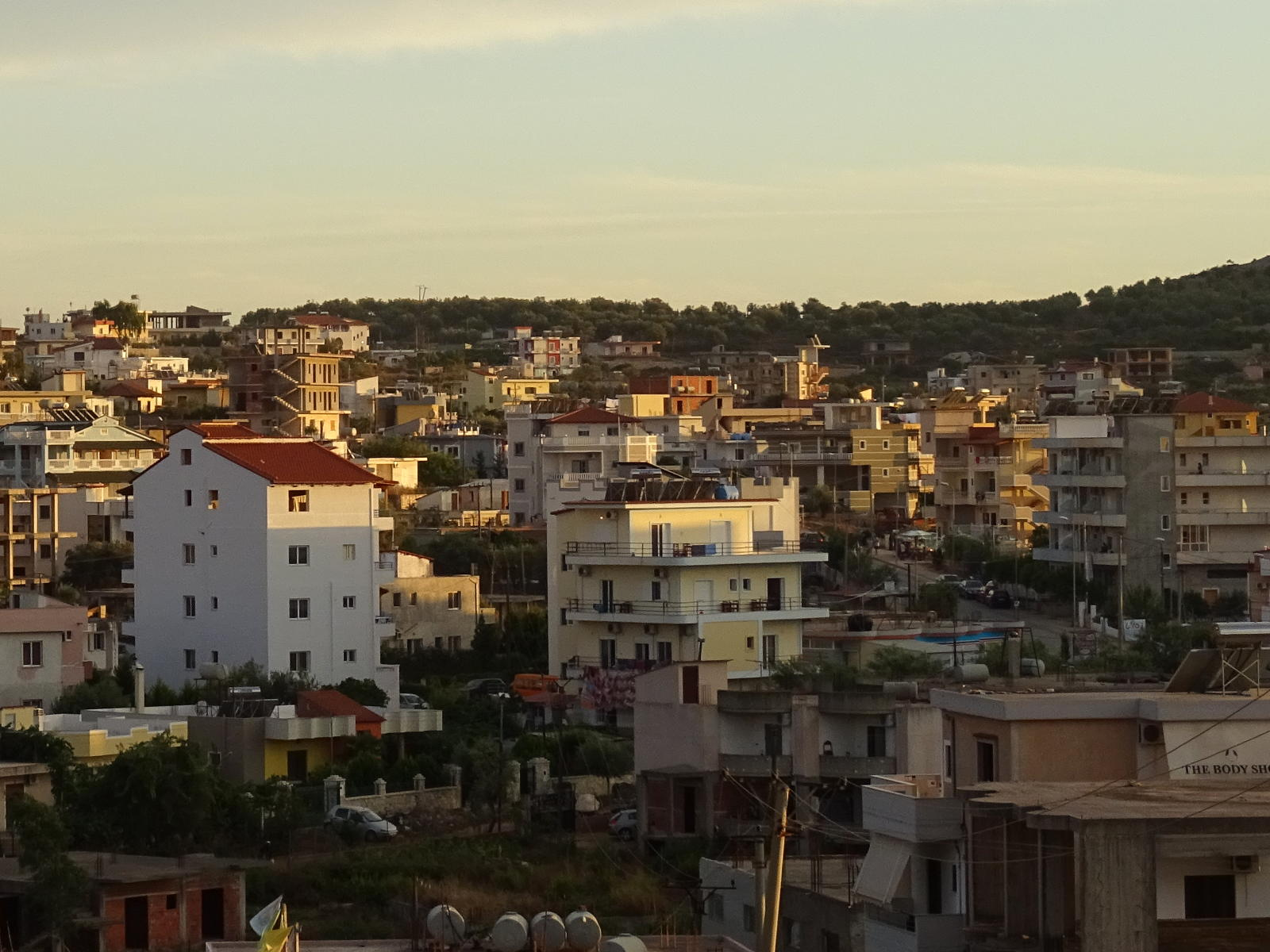
Ksamil
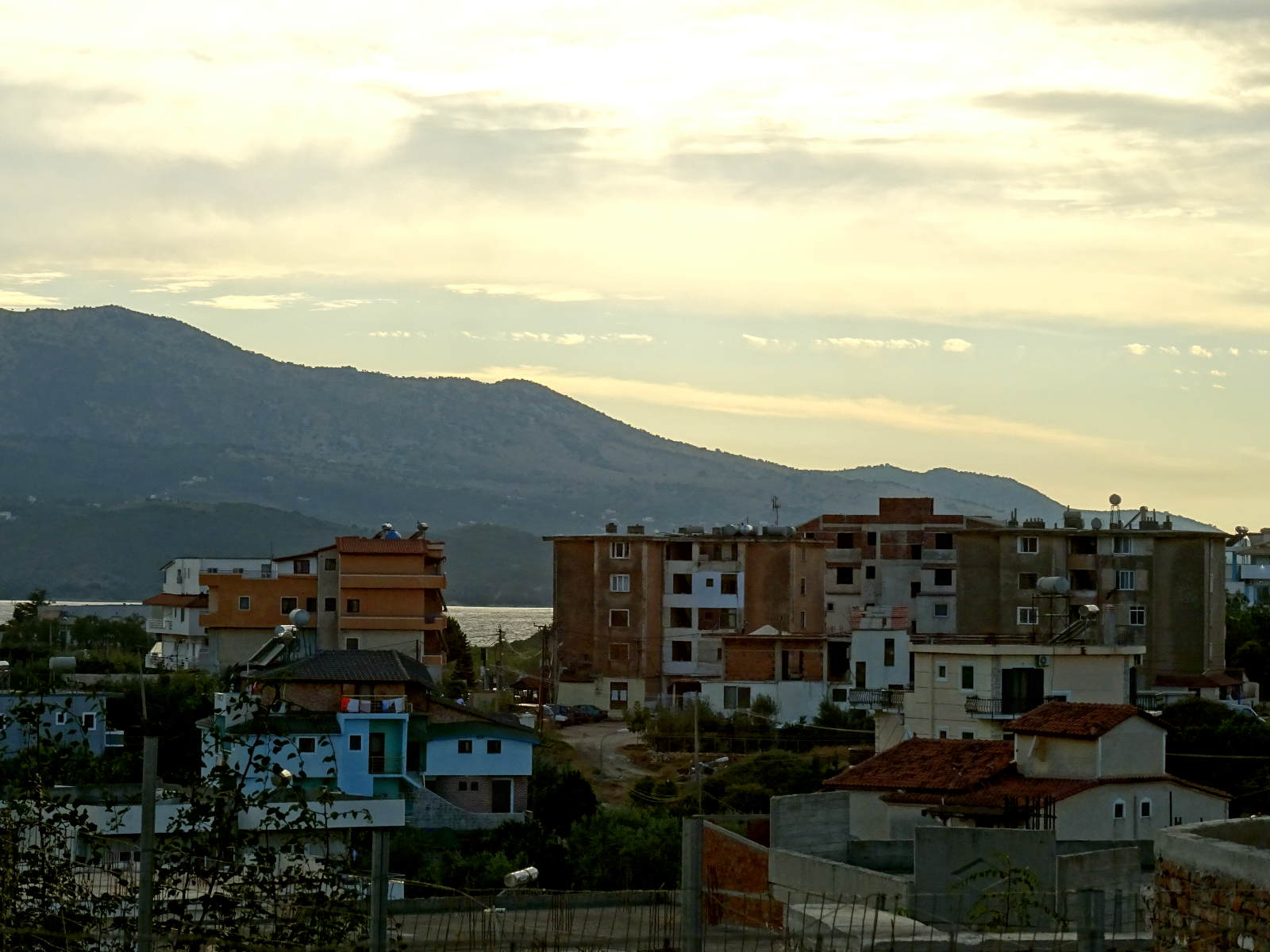
Ksamil
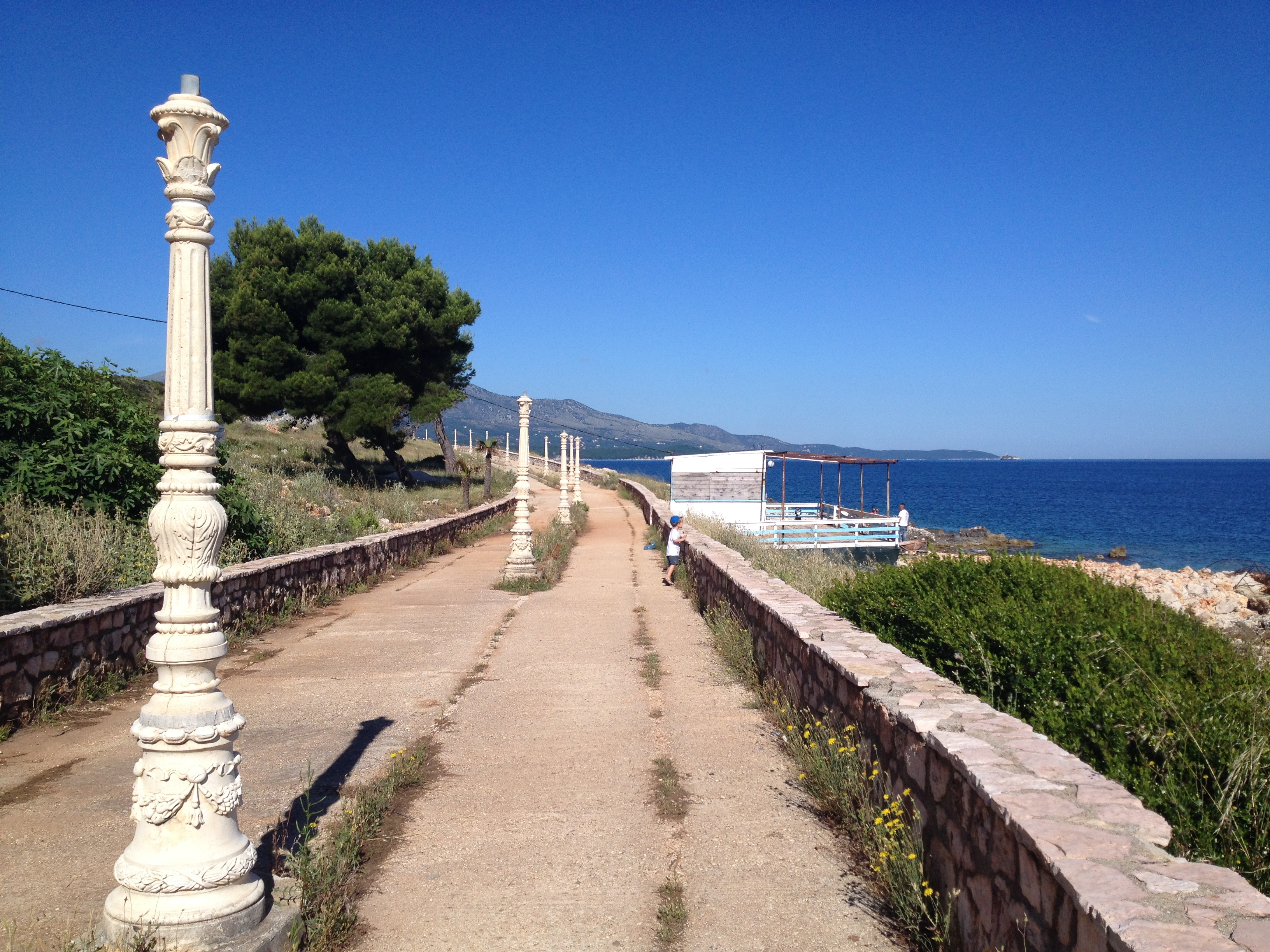
Tengerparti sétány
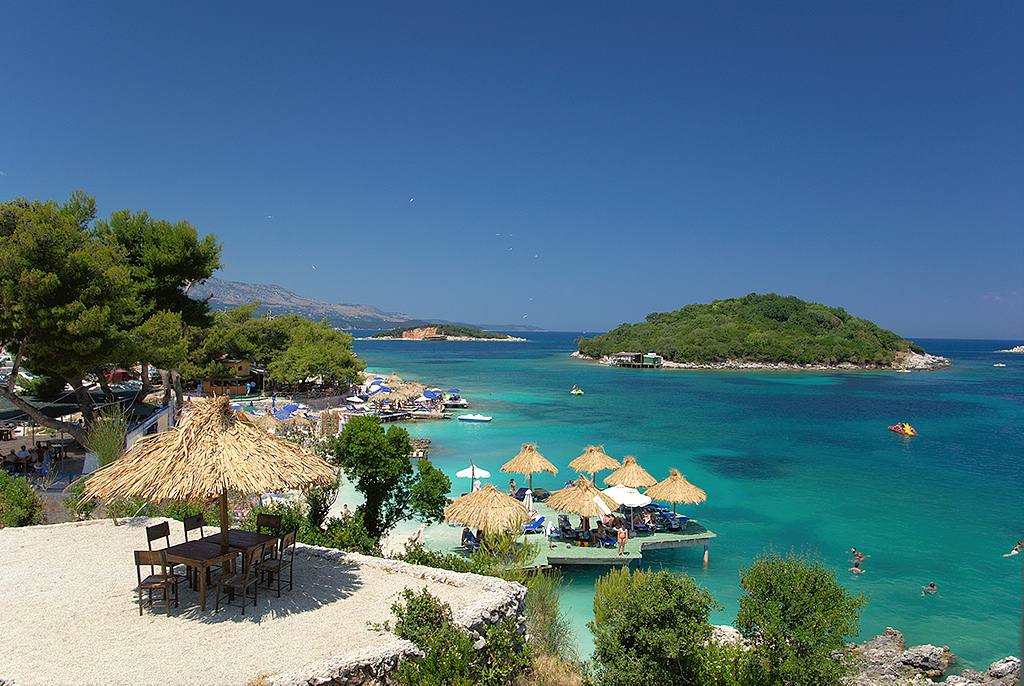
Strand és sziget
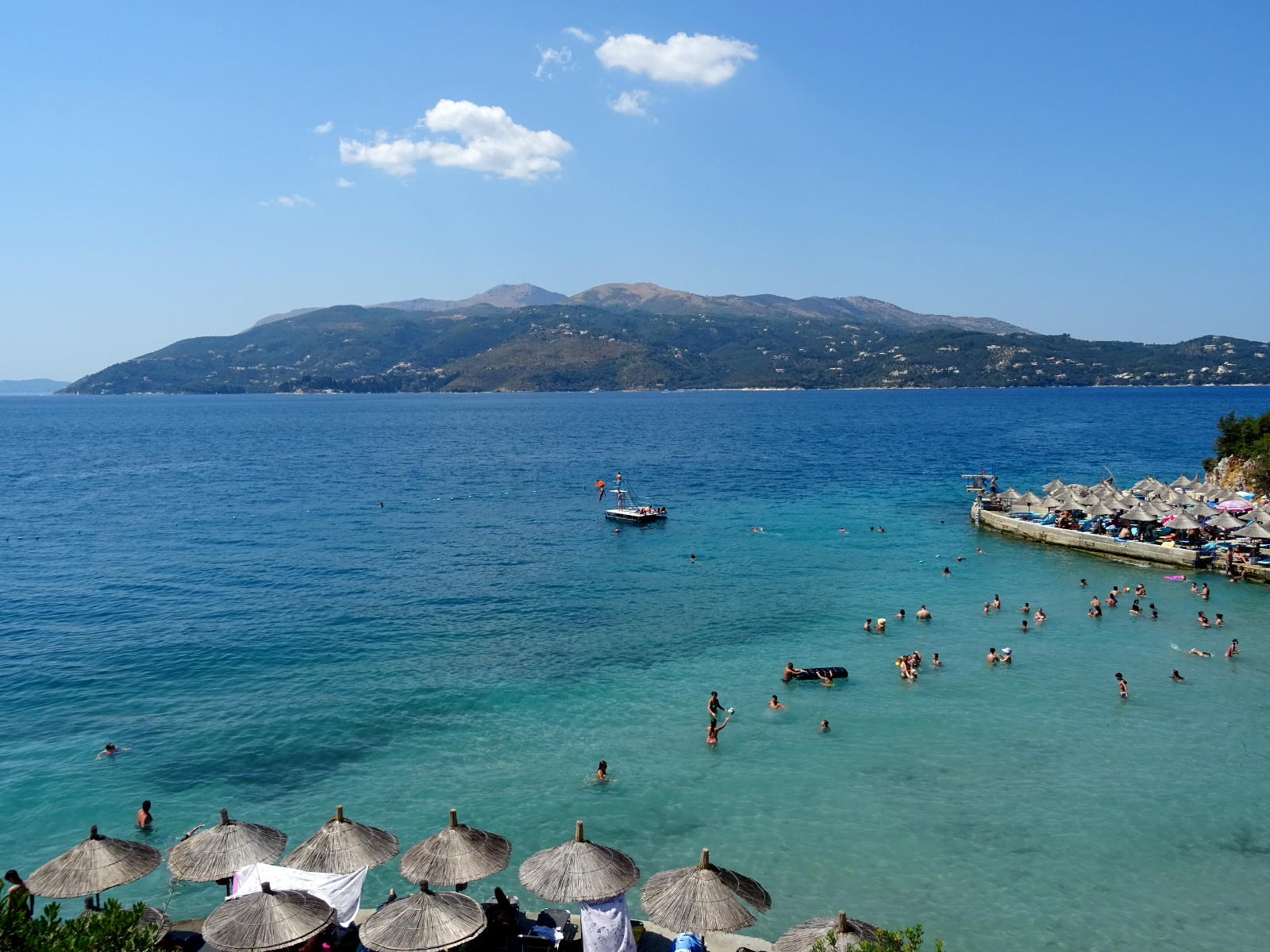
Pema e Thatë strand; a távolban Korfu